# Henk Angenent Classic
De Henk Angenent Classic is een marathonschaatswedstrijd over 200 km op natuurijs in Zuid-Holland. De classic werd in 2010 georganiseerd op initiatief van Henk Angenent zelf en de ijsverenigingen van Alkemade, Hoogmade en Woubrugge.
De eerste editie in 2010 werd gewonnen door Peter van de Pol uit Nederland, de tweede toertocht wordt verreden op zondag 12 februari 2012.

## Winnaars
| #    | Naam             |
| ---- | ---------------- |
| 2010 | Peter van de Pol |
| 2012 | Durk Fabriek     |

## Editie 2010
In 2010 werd de wedstrijd met de start in Hoogmade op een uitgezet parkoers van zo’n 10 kilometer op de Kromme Does en de Wijde Aa geschaatst. Er gingen 27 deelnemers van start, vijf schaatsers voltooiden de tocht. Onder de uitgevallen 22 schaatsers bevond zich de Fransman Tristan Loy.
Uitslag
| # | Naam             |
| - | ---------------- |
| 1 | Peter van de Pol |
| 2 | Casper Helling   |
| 3 | Ruud Aerts       |
| 4 | Martijn Van Es   |
| 5 | Jens Zwitser     |

## Editie 2012
In 2012 gingen er 33 deelnemers van start, zes schaatsers voltooiden de tocht. Vroeg in de koers gingen er vier man aan kop, waarvan Bram Brusche en de B-rijder Leander van der Geest uitvielen. Onder de uitgevallen 22 schaatsers bevond zich de winnaar van de Veluwemeertocht, Ruud Aerts en Joost Juffermans.
Uitslag
| # | Naam                 |
| - | -------------------- |
| 1 | Durk Fabriek         |
| 2 | Rutger ter Laak      |
| 3 | Mart Bruggink        |
| 4 | Jens Zwitser         |
| 5 | Jan-Maarten Heideman |